# Werauhia uxoris
Werauhia uxoris là một loài thuộc chi Werauhia. Đây là loài đặc hữu của Costa Rica.